# Гропанеле (Долж)
Гропанеле (рум. Gropanele) насеље је у Румунији у округу Долж у општини Гречешти. Oпштина се налази на надморској висини од 251 m.

## Становништво
Према подацима из 2002. године у насељу је живело 327 становника, од којих су сви румунске националности.